# 12 يونيو
- السبت
- الأحد
- الاثنين
- الثلاثاء
- الأربعاء
- الخميس
- الجمعة

- 314 ذو الحجة 1446  هـ
- 15 ذو الحجة 1446  هـ
- 26 ذو الحجة 1446  هـ
- 37 ذو الحجة 1446  هـ
- 48 ذو الحجة 1446  هـ
- 59 ذو الحجة 1446  هـ
- 610 ذو الحجة 1446  هـ
- 711 ذو الحجة 1446  هـ
- 812 ذو الحجة 1446  هـ
- 913 ذو الحجة 1446  هـ
- 1014 ذو الحجة 1446  هـ
- 1115 ذو الحجة 1446  هـ
- 1216 ذو الحجة 1446  هـ
- 1317 ذو الحجة 1446  هـ
- 1418 ذو الحجة 1446  هـ
- 1519 ذو الحجة 1446  هـ
- 1620 ذو الحجة 1446  هـ
- 1721 ذو الحجة 1446  هـ
- 1822 ذو الحجة 1446  هـ
- 1923 ذو الحجة 1446  هـ
- 2024 ذو الحجة 1446  هـ
- 2125 ذو الحجة 1446  هـ
- 2226 ذو الحجة 1446  هـ
- 2327 ذو الحجة 1446  هـ
- 2428 ذو الحجة 1446  هـ
- 2529 ذو الحجة 1446  هـ
- 261 محرم 1447  هـ
- 272 محرم 1447  هـ
- 283 محرم 1447  هـ
- 294 محرم 1447  هـ
- 305 محرم 1447  هـ
- 16 محرم 1447  هـ
- 27 محرم 1447  هـ
- 38 محرم 1447  هـ
- 49 محرم 1447  هـ

12 يونيو أو 12 حُزيران أو 12 يونيه أو يوم 12 \ 6 (اليوم الثاني عشر من الشهر السادس) هو اليوم الثالث والستون بعد المئة (163) من السنوات البسيطة، أو اليوم الرابع والستون بعد المئة (164) من السنوات الكبيسة وفقًا للتقويم الميلادي الغربي (الغريغوري). يبقى بعده 202 يوما لانتهاء السنة.

## الأحداث
- 1812 - نابليون بونابرت يبدأ بغزو روسيا وذلك في إطار الحملة التي شنها لفرض سيطرته على أوروبا.
- 1898 - الزعيم الفلبيني إميليو أغينالدو يعلن الثورة على الاحتلال الإسباني ويقرر رفع السلاح طلبًا للاستقلال.
- 1901 - اكتشاف إشعاعات عنصر اليورانيوم من قبل الفرنسي هنري بيكريل.
- 1916 - شريف مكة الحسين بن علي الهاشمي يعلن الثورة على الدولة العثمانية.
- 1926 - انسحاب البرازيل من منظمة عصبة الأمم وذلك بعد فشلها بتسوية المشاكل الحدودية بينها وبين جيرانها في أمريكا الجنوبية.
- 1935- صدور قانون قانون الدفاع الوطني العراقي.
- 1960 - الإعلان عن الدستور التركي المؤقت وذلك بعد الانقلاب العسكري الذي قاده الجيش على الرئيس محمود جلال بايار وحكومته في 27 مايو.
- 1965 - انقلاب عسكري في فيتنام الجنوبية.
- 1968 - الجمعية العامة للأمم المتحدة تقر معاهدة عدم انتشار الاسلحة النووية وتدعو إلى التصديق عليها.
- 2004 - الرجل الثاني في تنظيم القاعدة أيمن الظواهري يتوعد الولايات المتحدة من خلال شريط صوتي من المساس بمعتقلي جوانتانامو.
- 2005 - برلمان كردستان العراق ينتخب مسعود برزاني بالإجماع رئيسًا للإقليم.
- 2009 -
  - إجراء الانتخابات الرئاسية في إيران، وهي عاشر انتخابات رئاسية تجرى فيها منذ الثورة الإسلامية، وتنافس فيها الرئيس المنتهيه ولايته محمود أحمدي نجاد ومهدي كروبي ومير حسين موسوي ومحسن رضائي.
  - اغتيال النائب في مجلس النواب العراقي عن جبهة التوافق حارث العبيدي عقب أدائه صلاة الجمعة وذلك على يد فتى في الخامسة عشرة من العمر.
- 2014 - كأس العالم لكرة القدم 2014 ينطلق في مدينة ريو دي جانيرو بالبرازيل على ملعب ماراكانا، حيث شهدت المباراة الافتتاحية لقاء منتخبي البرازيل (المستضيف) ومنتخب كرواتيا في المجموعة الأولى للبطولة.
- 2014 - تنظيم داعش يرتكب مذبحة عُرفت بمجزرة سبايكر، في تكريت، وذُكر أنه قُتلَ فيها أكثر من 1700 جندي عراقي.
- 2015 - بداية النسخة الأولى من الألعاب الأوروبية في باكو في أذربيجان.
- 2016 - مقتل حوالي 50 شخص وإصابة 53 شخص آخر في هجوم مسلّح على نادٍ ليلي للمثليين في أورلاندو بولاية فلوريدا تبناه تنظيم الدولة الإسلامية.
- 2018 - انعقاد قمة ترامب-كيم بين رئيسيّ الولايات المتحدة وكوريا الشمالية في سنغافورة، والتوقيع على مذكرة تفاهم بين الرئيسيّن.
- 2019 - هجوم صاروخي يستهدف مطار أبها الدولي جنوب السعودية، تبنّته حركة أنصار الله الحوثية، مُعطِّلًا الملاحة الدولية بالمطار لعدة ساعات وأسفر عن إصابة ستة وعشرين مدنيًا من جنسيات مختلفة.
- 2024 - اندلاع حريق في مبنى سكني في منطقة المنقف بالكويت مما أودى بحياة 50 شخصًا جميعهم من الأجانب.
- 2025 - تحطم طائرة الخطوط الجوية الهندية الرحلة رقم 171 في أحمد آباد، ما أدى لوفاة أكثر من 200 شخص.

## مواليد
- 1827 - يوهانا شبيري، كاتبة سويسرية.
- 1897 - أنطوني إيدن، رئيس وزراء المملكة المتحدة.
- 1899 - فريتس ليبمان، عالم كيمياء حيوية ألماني أمريكي حاصل على جائزة نوبل في الطب عام 1953.
- 1908 -
  - أوتو سكورزيني، ضابط نمساوي في جهاز وحدات النخبة النازية.
  - مفدي زكرياء، شاعر جزائري.
- 1909 - علي الطنطاوي، عالم مسلم سوري.
- 1924 - جورج بوش الأب، رئيس الولايات المتحدة الحادي والأربعين.
- 1932 - محمد عوض، ممثل مصري.
- 1942 - أحمد أبو الغيط، دبلوماسي ووزير مصري.
- 1949 - محمد عبده، مغني سعودي.
- 1953 - نجيب الإمام، حكم كرة قدم تونسي.
- 1957 - جمال الغندور، حكم كرة قدم مصري.
- 1960 - حسن جوهر، أكاديمي وسياسي كويتي.
- 1965 - طلال أرسلان، سياسي لبناني.
- 1973 - ميتسوكي سايغا، ممثلة أداء صوتي يابانية.
- 1979 - دييغو ميليتو، لاعب كرة قدم أرجنتيني.
- 1983 - بن هاينه، فنان تشكيلي ومنتج موسيقي بلجيكي.
- 1985 - بليك روس، مطور برمجيات أمريكي.
- 1988 - إرين دردييوك، لاعب كرة قدم سويسري.
- 1992 - فيليبي كوتينيو، لاعب كرة قدم برازيلي.

## وفيات
- 1640 - ابن النحاس الحلبي، شاعر شامي.
- 1912 - فريدريك باسي، اقتصادي فرنسي حاصل على جائزة نوبل للسلام عام 1901.
- 1913 - حسن العذاري، شاعر عراقي.
- 1937 - ميخائيل توخاتشيفسكي، عسكري سوفيتي.
- 1980 - ماسايوشي أوهيرا، رئيس وزراء اليابان.
- 1981 - محمود فوزي، نائب رئيس الجمهورية في مصر.
- 1982 - كارل فون فريش، عالم سلوك حيواني نمساوي حاصل على جائزة نوبل في الطب عام 1973.
- 2009 - حارث العبيدي، سياسي عراقي.
- 2012 -
  - إلينور أوستروم، اقتصادية أمريكية حاصلة على جائزة نوبل في العلوم الاقتصادية عام 2009.
  - باهينيو، لاعب كرة قدم إسباني.
- 2014 - ماجد سلطان، ممثل كويتي.
- 2023 - سيلفيو برلسكوني، سياسي إيطالي تولى رئاسة حكومة بلاده (1994 - 1995 و2001 - 2005).

## أعياد ومناسبات
- اليوم الوطني (يوم روسيا) في روسيا.
- عيد الاستقلال في الفلبين.
- اليوم العالمي لمكافحة عمل الأطفال.

## وصلات خارجية
- وكالة الأنباء القطريَّة: حدث في مثل هذا اليوم.
- النيويورك تايمز: حدث في مثل هذا اليوم.
- BBC: حدث في مثل هذا اليوم.